# Lypnea
Lypnea là một chi bọ cánh cứng trong họ Chrysomelidae.
Chi này được miêu tả khoa học năm 1876 bởi Baly.

## Các loài
Chi này gồm các loài:
- Lypnea manipurensis Basu & Sen Gupta, 1982